# Мирзаёрова, Асила Убайдулла кизи
Асила Убайдулла кизи Мирзаёрова (узб. Asila Ubaydulla qizi Mirzayorova; род. 3 июля 1999 года, Карши, Кашкадарьинская область, Узбекистан) — узбекская легкоатлетка-паралимпиец, специализирующаяся в прыжках в длину (категория Т11), член сборной Узбекистана. Серебряный призёр Летних Паралимпийских игр 2020, бронзовый призёр Летних Параазиатских игр. В 2023 году выиграла Чемпионат мира по лёгкой атлетике (МПК), а также Летние Паралимпийские игры 2024.

## Карьера
В 2016 году начала заниматься паралимпийской лёгкой атлетикой под руководством тренера Сардора Абдухаликова. С 2017 года начала участвовать в международных соревнованиях. В этом же году она выиграла Чемпионат Узбекистана по пара-атлетике. В этом же году на Параазиатских играх среди юниоров выиграла золотую медаль в прыжках в длину. В 2018 году на Летних Параазиатских играх в Джакарте (Индонезия) в прыжках в длину с результатом 4.47 метра завоевала бронзовую медаль. В 2019 году на Чемпионат мира по лёгкой атлетике (МПК) в Дубае (ОАЭ) с результатом 4.44 метра заняла седьмое место.
В 2021 году награждена нагрудным знаком «Узбекистон белгиси» («Знак Узбекистана»). В 2021 году на этапе Гран-при по паралимпийской лёгкой атлетике в Дубае (ОАЭ) в прыжках в длину завоевала золотую медаль. На Летних Паралимпийских играх в Токио (Япония) в соревнованиях по прыжкам в длину в категории Т11 прыгнула на 4.91 метра и таким образом завоевала серебряную медаль игр.
В 2023 году в Париже (Франция) на Чемпионате мира по лёгкой атлетике (МПК) она выиграла золотую медаль среди женщин в соревнованиях по прыжкам в длину в категории Т11, прыгнув на 5.13 метра, а также с этим результатом Асила Мирзаёрова завоевала лицензию на Летние Паралимпийские игры 2024 года.

## Биография
Асила родилась в 1999 году в городе Карши Кашкадарьинской области Узбекистана. До 15 лет имела абсолютное зрение и училась в музыкальной школе игре на фортепиано. После травмы головы перестала видеть, а позже начала заниматься спортом.

## Награды
- В 2021 году указом президента Узбекистана Шавката Мирзиёева награждена званием «Заслуженный спортсмен Республики Узбекистан»[13].
- В 2024 году указом президента Узбекистана Шавката Мирзиёева награждена званием «Узбекистон ифтихори»[14].